# Right on Track (Breakfast Club)
Right on Track is een nummer van de Amerikaanse band Breakfast Club uit 1987. Het is de eerste single van hun titelloze album.
In "Right on Track" bezingt de ik-figuur zijn vergeefse pogingen om indruk te maken op een meisje in een nachtclub. Jocelyn Brown is op het nummer te horen als achtergrondzangeres. Het nummer kende succes in de Amerikaanse Billboard Hot 100 met een 7e positie. Ook in het Nederlandse taalgebied sloeg het nummer aan; met een 10e positie in de Nederlandse Top 40, en een 16e positie in de Vlaamse Radio 2 Top 30.